# Palacio Duque de Caxias
El Palacio Duque de Caxias es un edificio ubicado en la ciudad de Río de Janeiro, Brasil. Actualmente sirve como sede del Cuartel General del Comando Militar del Este. Anteriormente, cuando Río de Janeiro era el distrito federal, el edificio fue sede del Ministerio de Guerra.
El actual edificio fue construido entre 1937 y 1941 en la misma ubicación donde se encontraba el cuartel del Campo de Santana, principal cuartel de la fuerza terrestre brasileña, donde se dieron importantes hechos de la historia de ese país como la aclamación del rey Juan VI y de Pedro I así como la abdicación de este y el juramento constitucional de Pedro II y, finalmente, la proclamación de la república brasileña.
El antiguo cuartel, construido en 1811 recibió modificaciones en 1905. Pero fue durante el gobierno de Getúlio Vargas y de su ministro de guerra Eurico Gaspar Dutra que se decidió la construcción de un nuevo cuartel general bajo el proyecto del arquitecto Cristiano Stockler das Neves. La construcción fue inaugurada el 28 de agosto de 1941 al mismo tiempo que se abría la avenida Presidente Vargas y centralizó toda la administración del ejército. El 25 de agosto de 1949 se inauguró el Panteón de Caxias, monumento ubicado al frente del edificio, conteniendo los restos mortales del Duque de Caxias, patrono del ejército.
En 1971, debido a la mudanza de la capitalidad a la ciudad de Brasilia, el palacio perdió su condición ministerial. En 1974 fue denominado con su nombre actual y empezó a ser ocupado por el Comando Militar del Este.